# Сборино
Сборино е село в Южна България. То се намира в община Ивайловград, област Хасково.

## География
Село Сборино се намира в планински район.
1. ↑  www.grao.bg